# Identitat de Rothe-Hagen
En matemàtiques, la identitat de Rothe-Hagen és una identitat matemàtica vàlida per a tots els nombres complexos ({\displaystyle x,y,z}) excepte on els denominadors s'esvaeixen:
{\displaystyle \sum _{k=0}^{n}{\frac {x}{x+kz}}{x+kz \choose k}{\frac {y}{y+(n-k)z}}{y+(n-k)z \choose n-k}={\frac {x+y}{x+y+nz}}{x+y+nz \choose n}.}
És una generalització de la identitat de Vandermonde, i porta el nom d'Heinrich August Rothe i Johann Georg Hagen.